# Cris Collinsworth
Anthony Cris Collinsworth (Dayton, Ohio, Estados Unidos; 27 de enero de 1959) es un exjugador profesional de fútbol americano y comentarista estadounidense. Jugaba en la posición de wide receiver y desarrolló toda su carrera en los Cincinnati Bengals de la National Football League (NFL).
Jugó a nivel universitario en Florida antes de ser seleccionado por los Bengals en la segunda ronda del Draft de la NFL de 1981. Con los Bengals fue elegido tres veces Pro Bowl y llegó a jugar dos Super Bowls, perdiendo en ambas ocasiones ante los San Francisco 49ers. 
Actualmente trabaja como comentarista de fútbol americano para la NBC, donde forma junto con Al Michaels la dupla de retransmisiones del Sunday Night Football.

## Carrera como jugador

### NFL

#### Cincinnati Bengals
Collinsworth fue elegido en la segunda ronda (puesto 37 global) del Draft de la NFL de 1981 por los Cincinnati Bengals. Debutó en la NFL el 6 de septiembre de 1981 ante los Seattle Seahawks. En ese partido logró 65 yardas en cuatro recepciones.

## Carrera como comentarista
En 2009, Collinsworth reemplazó al retirado John Madden como comentarista de los partidos de los domingos de la NBC.